# Groupe C du Championnat d'Europe de football 2020
 (août 2022).
Si vous disposez d'ouvrages ou d'articles de référence ou si vous connaissez des sites web de qualité traitant du thème abordé ici, merci de compléter l'article en donnant les références utiles à sa vérifiabilité et en les liant à la section « Notes et références ».
Navigation
- A
- B
- C
- D
- E
- F

- Huitièmes
- Quarts
- Demies
- Finale

Le groupe C de l'Euro 2020 a lieu du 13 au 21 juin 2021 à l'Amsterdam ArenA à Amsterdam, et à l'Arena Națională de Bucarest. Le groupe est composé des Pays-Bas en tant que pays hôte, ainsi que l'Ukraine, Autriche et la Macédoine du Nord.

## Description du groupe et participants
Au début de la compétition, les Pays-Bas font office de favoris du groupe C. Après avoir échoué à se qualifier pour le Championnat d'Europe en 2016 et la Coupe du Monde en 2018, les Néerlandais ont l'ambition de bien figurer dans cette compétition et ont l'avantage de jouer leurs trois matchs de poule à domicile à Amsterdam.
La Macédoine du Nord, elle, participe à sa première compétition internationale et fait office de petit poucet.
| Position au tirage au sort | Équipe            | Chapeau | Méthode de qualification                        | Date de qualification | Participations | Dernière participation | Meilleure performance passée | Classement des éliminatoires de novembre 2019 | Classement FIFA de juin 2021 |
| -------------------------- | ----------------- | ------- | ----------------------------------------------- | --------------------- | -------------- | ---------------------- | ---------------------------- | --------------------------------------------- | ---------------------------- |
| C1                         | Pays-Bas          | 2       | Deuxième du Groupe C                            | 16 novembre 2019      | 10e            | 2012                   | Champion d'Europe (1988)     | 11                                            | 16                           |
| C2                         | Ukraine           | 1       | Vainqueur du Groupe B                           | 14 octobre 2019       | 3e             | 2016                   | Premier tour (2012, 2016)    | 6                                             | 24                           |
| C3                         | Autriche          | 3       | Deuxième du Groupe I                            | 16 novembre 2019      | 3e             | 2016                   | Premier tour (2008, 2016)    | 16                                            | 23                           |
| C4                         | Macédoine du Nord | 4       | Vainqueur de la Voie de la Ligue D des barrages | 12 novembre 2020      | 1re            | -                      | Début                        | 30                                            | 62                           |

## Villes et stades
| [[Fichier:Europe laea location map with borders.svg\|175px\|{{#if:\|{{{alt}}}\|Groupe C du Championnat d'Europe de football 2020 est dans la page Europe.]]Amsterdam Bucarest | Amsterdam          | Bucarest          |
| --- | ------------------ | ----------------- |
| [[Fichier:Europe laea location map with borders.svg\|175px\|{{#if:\|{{{alt}}}\|Groupe C du Championnat d'Europe de football 2020 est dans la page Europe.]]Amsterdam Bucarest | Johan Cruyff Arena | Arena Națională   |
| [[Fichier:Europe laea location map with borders.svg\|175px\|{{#if:\|{{{alt}}}\|Groupe C du Championnat d'Europe de football 2020 est dans la page Europe.]]Amsterdam Bucarest | Capacité : 54 990  | Capacité : 55 600 |
| [[Fichier:Europe laea location map with borders.svg\|175px\|{{#if:\|{{{alt}}}\|Groupe C du Championnat d'Europe de football 2020 est dans la page Europe.]]Amsterdam Bucarest | Johan Cruyff Arena | Arena Națională   |

## Classement
| v · m | Équipe            | Pts | J | G | N | P | Bp | Bc | Diff |
| ----- | ----------------- | --- | - | - | - | - | -- | -- | ---- |
| 1     | Pays-Bas          | 9   | 3 | 3 | 0 | 0 | 8  | 2  | +6   |
| 2     | Autriche          | 6   | 3 | 2 | 0 | 1 | 4  | 3  | +1   |
| 3     | Ukraine           | 3   | 3 | 1 | 0 | 2 | 4  | 5  | -1   |
| 4     | Macédoine du Nord | 0   | 3 | 0 | 0 | 3 | 2  | 8  | -6   |

Source : UEFA
En cas d'égalité de points de plusieurs équipes à l'issue des matchs de groupe, les critères suivants sont appliqués dans l'ordre indiqué pour établir leur classement : Critères de départage en phase de groupes
En huitièmes de finale,
- Le vainqueur du Groupe C affrontera l'équipe classée troisième du Groupe D, E ou F.
- Le deuxième du Groupe C affrontera le premier du Groupe A.
- Le troisième du Groupe C (s'il fait partie des quatre meilleurs troisièmes) affronterait le vainqueur du Groupe E ou du Groupe F.

## Matchs
Pour les matchs à Amsterdam, l'heure locale est indiquée (NLT alternée avec l'heure d'été d'Europe centrale, UTC+2). Pour les matchs à Bucarest, l'heure locale est également indiquée (EEST, UTC+3).

### Autriche - Macédoine du Nord
| Match 6                    | Autriche                                                                     | 3 - 1   | Macédoine du Nord | Arena Națională, Bucarest                                                      |                                                                                |
| 13 juin 2021 18h00 (19h00) | ( Sabitzer) Lainer 19e · ( Alaba) Gregoritsch 78e · ( Laimer) Arnautović 89e | (1 - 1) | 28e Pandev        | Spectateurs : 9 082 Arbitrage : Andreas Ekberg Arbitre vidéo : Bastian Dankert | Spectateurs : 9 082 Arbitrage : Andreas Ekberg Arbitre vidéo : Bastian Dankert |
| 13 juin 2021 18h00 (19h00) | Rapport                                                                      |         |                   | Spectateurs : 9 082 Arbitrage : Andreas Ekberg Arbitre vidéo : Bastian Dankert | Spectateurs : 9 082 Arbitrage : Andreas Ekberg Arbitre vidéo : Bastian Dankert |

| Autriche | Macédoine du Nord |

| AUTRICHE :      |    |                       |     |       |
|                 |    |                       |     |       |
| Gardien de but  | 13 | Daniel Bachmann       |     |       |
|                 | 2  | Andreas Ulmer         |     |       |
|                 | 4  | Martin Hinteregger    |     |       |
|                 | 3  | Aleksandar Dragović   |     | 46e   |
|                 | 21 | Stefan Lainer         | 85e |       |
|                 | 8  | David Alaba           |     |       |
|                 | 23 | Xaver Schlager        |     | 90+4e |
|                 | 24 | Konrad Laimer         |     | 90+3e |
|                 | 19 | Christoph Baumgartner |     | 58e   |
|                 | 9  | Marcel Sabitzer       |     |       |
|                 | 25 | Saša Kalajdžić        |     | 59e   |
| Remplaçants :   |    |                       |     |       |
|                 | 15 | Philipp Lienhart      |     | 46e   |
|                 | 11 | Michael Gregoritsch   |     | 58e   |
|                 | 7  | Marko Arnautović      |     | 59e   |
|                 | 14 | Julian Baumgartlinger |     | 90+3e |
|                 | 6  | Stefan Ilsanker       |     | 90+4e |
| Sélectionneur : |    |                       |     |       |
| Franco Foda     |    |                       |     |       |

| MACÉDOINE DU NORD : |    |                       |     |     |
|                     |    |                       |     |     |
| Gardien de but      | 1  | Stole Dimitrievski    |     |     |
|                     | 8  | Ezgjan Alioski        | 52e |     |
|                     | 6  | Visar Musliu          |     | 86e |
|                     | 14 | Darko Velkovski       |     |     |
|                     | 13 | Stefan Ristovski      |     |     |
|                     | 16 | Boban Nikolov         |     | 63e |
|                     | 21 | Eljif Elmas           |     |     |
|                     | 5  | Arijan Ademi          |     |     |
|                     | 17 | Enis Bardhi           |     | 82e |
|                     | 9  | Aleksandar Trajkovski | 42e | 63e |
|                     | 10 | Goran Pandev          |     |     |
| Remplaçants :       |    |                       |     |     |
|                     | 2  | Egzon Bejtulai        |     | 63e |
|                     | 15 | Tihomir Kostadinov    |     | 63e |
|                     | 7  | Ivan Tričkovski       |     | 82e |
|                     | 26 | Milan Ristovski       |     | 86e |
| Sélectionneur :     |    |                       |     |     |
| Igor Angelovski     |    |                       |     |     |

| Assistants : Mehmet Culum Stefan Hallberg Quatrième arbitre : Sergei Karasev Homme du match : David Alaba |

### Pays-Bas - Ukraine
| Match 7            | Pays-Bas                                           | 3 - 2   | Ukraine                                                       | Johan Cruyff Arena, Amsterdam                                            |                                                                          |
| 13 juin 2021 21h00 | Wijnaldum 52e · Weghorst 58e · ( Aké) Dumfries 85e | (0 - 0) | 75e Iarmolenko (Iaremtchouk ) · 79e Iaremtchouk (Malinovsky ) | Spectateurs : 15 837 Arbitrage : Felix Brych Arbitre vidéo : Marco Fritz | Spectateurs : 15 837 Arbitrage : Felix Brych Arbitre vidéo : Marco Fritz |
| 13 juin 2021 21h00 | Rapport                                            |         |                                                               | Spectateurs : 15 837 Arbitrage : Felix Brych Arbitre vidéo : Marco Fritz | Spectateurs : 15 837 Arbitrage : Felix Brych Arbitre vidéo : Marco Fritz |

| Pays-Bas | Ukraine |

| PAYS-BAS :      |    |                      |       |
|                 |    |                      |       |
| Gardien de but  | 1  | Maarten Stekelenburg |       |
|                 | 12 | Patrick van Aanholt  | 64e   |
|                 | 17 | Daley Blind          | 64e   |
|                 | 6  | Stefan de Vrij       |       |
|                 | 25 | Jurriën Timber       | 88e   |
|                 | 22 | Denzel Dumfries      |       |
|                 | 21 | Frenkie de Jong      |       |
|                 | 8  | Georginio Wijnaldum  |       |
|                 | 15 | Marten de Roon       |       |
|                 | 10 | Memphis Depay        | 90+1e |
|                 | 19 | Wout Weghorst        | 88e   |
| Remplaçants :   |    |                      |       |
|                 | 4  | Nathan Aké           | 64e   |
|                 | 5  | Owen Wijndal         | 64e   |
|                 | 9  | Luuk de Jong         | 88e   |
|                 | 2  | Joël Veltman         | 88e   |
|                 | 18 | Donyell Malen        | 90+1e |
| Sélectionneur : |    |                      |       |
| Frank de Boer   |    |                      |       |

| UKRAINE :         |    |                     |       |     |     |
|                   |    |                     |       |     |     |
| Gardien de but    | 1  | Heorhi Bouchtchan   |       |     |     |
|                   | 16 | Vitali Mykolenko    |       |     |     |
|                   | 22 | Mykola Matvienko    |       |     |     |
|                   | 13 | Illia Zabarny       |       |     |     |
|                   | 21 | Olexandr Karavaïev  |       |     |     |
|                   | 17 | Olexandr Zintchenko |       |     |     |
|                   | 20 | Olexandr Zoubkov    |       |     | 13e |
|                   | 8  | Rouslan Malinovsky  |       |     |     |
|                   | 5  | Serhi Sydortchouk   | 90+3e |     |     |
|                   | 7  | Andri Iarmolenko    |       |     |     |
|                   | 9  | Roman Iaremtchouk   |       |     |     |
| Remplaçants :     |    |                     |       |     |     |
|                   | 11 | Marlos              |       | 13e | 64e |
|                   | 10 | Mykola Chaparenko   |       | 64e |     |
| Sélectionneur :   |    |                     |       |     |     |
| Andri Chevtchenko |    |                     |       |     |     |

| Assistants : Mark Borsch Stefan Lupp Quatrième arbitre : Bartosz Frankowski Homme du match : Denzel Dumfries |

### Ukraine - Macédoine du Nord
| Match 16                   | Ukraine                                                     | 2 - 1   | Macédoine du Nord | Arena Națională, Bucarest                                                                         |                                                                                                   |
| 17 juin 2021 15h00 (16h00) | ( Karavaïev) Iarmolenko 29e · ( Iarmolenko) Iaremtchouk 34e | (2 - 0) | 57e Alioski       | Spectateurs : 10 001 Arbitrage : Fernando Rapallini Arbitre vidéo : Alejandro Hernández Hernández | Spectateurs : 10 001 Arbitrage : Fernando Rapallini Arbitre vidéo : Alejandro Hernández Hernández |
| 17 juin 2021 15h00 (16h00) | Rapport                                                     |         |                   | Spectateurs : 10 001 Arbitrage : Fernando Rapallini Arbitre vidéo : Alejandro Hernández Hernández | Spectateurs : 10 001 Arbitrage : Fernando Rapallini Arbitre vidéo : Alejandro Hernández Hernández |

| Ukraine | Macédoine du Nord |

| UKRAINE :         |    |                     |     |       |
|                   |    |                     |     |       |
| Gardien de but    | 1  | Heorhi Bouchtchan   |     |       |
|                   | 16 | Vitali Mykolenko    |     |       |
|                   | 22 | Mykola Matvienko    |     |       |
|                   | 13 | Illia Zabarny       |     |       |
|                   | 21 | Olexandr Karavaïev  |     |       |
|                   | 6  | Taras Stepanenko    |     |       |
|                   | 8  | Rouslan Malinovsky  |     | 90+2e |
|                   | 17 | Olexandr Zintchenko |     |       |
|                   | 10 | Mykola Chaparenko   | 43e | 78e   |
|                   | 7  | Andri Iarmolenko    |     | 70e   |
|                   | 9  | Roman Iaremtchouk   |     | 70e   |
| Remplaçants :     |    |                     |     |       |
|                   | 15 | Viktor Tsyhankov    |     | 70e   |
|                   | 19 | Artem Biessiedine   |     | 70e   |
|                   | 5  | Serhi Sydortchouk   |     | 78e   |
|                   | 2  | Edouard Sobol       |     | 90+2e |
| Sélectionneur :   |    |                     |     |       |
| Andri Chevtchenko |    |                     |     |       |

| MACÉDOINE DU NORD : |    |                       |     |     |
|                     |    |                       |     |     |
| Gardien de but      | 1  | Stole Dimitrievski    |     |     |
|                     | 6  | Visar Musliu          |     |     |
|                     | 14 | Darko Velkovski       | 59e | 85e |
|                     | 13 | Stefan Ristovski      |     |     |
|                     | 8  | Ezgjan Alioski        |     |     |
|                     | 20 | Stefan Spirovski      |     | 46e |
|                     | 5  | Arijan Ademi          |     | 85e |
|                     | 16 | Boban Nikolov         |     | 46e |
|                     | 17 | Enis Bardhi           |     | 77e |
|                     | 21 | Eljif Elmas           |     |     |
|                     | 10 | Goran Pandev          |     |     |
| Remplaçants :       |    |                       |     |     |
|                     | 9  | Aleksandar Trajkovski |     | 46e |
|                     | 25 | Darko Churlinov       |     | 46e |
|                     | 24 | Daniel Avramovski     | 83e | 77e |
|                     | 4  | Kire Ristevski        |     | 85e |
|                     | 7  | Ivan Tričkovski       |     | 85e |
| Sélectionneur :     |    |                       |     |     |
| Igor Angelovski     |    |                       |     |     |

| Assistants : Juan Pablo Belatti Diego Bonfá Quatrième arbitre : Slavko Vinčić Homme du match : Andri Iarmolenko |

### Pays-Bas - Autriche
| Match 18           | Pays-Bas                                 | 2 - 0   | Autriche | Amsterdam ArenA, Amsterdam                                               |                                                                          |
| 17 juin 2021 21h00 | Depay 11e (pen.) · ( Malen) Dumfries 67e | (1 - 0) |          | Spectateurs : 15 243 Arbitrage : Orel Grinfeld Arbitre vidéo : Paweł Gil | Spectateurs : 15 243 Arbitrage : Orel Grinfeld Arbitre vidéo : Paweł Gil |
| 17 juin 2021 21h00 | Rapport                                  |         |          | Spectateurs : 15 243 Arbitrage : Orel Grinfeld Arbitre vidéo : Paweł Gil | Spectateurs : 15 243 Arbitrage : Orel Grinfeld Arbitre vidéo : Paweł Gil |

| Pays-Bas | Autriche |

| PAYS-BAS :      |    |                      |     |     |
|                 |    |                      |     |     |
| Gardien de but  | 1  | Maarten Stekelenburg |     |     |
|                 | 12 | Patrick van Aanholt  |     | 64e |
|                 | 17 | Daley Blind          |     | 64e |
|                 | 3  | Matthijs de Ligt     |     |     |
|                 | 6  | Stefan de Vrij       |     |     |
|                 | 22 | Denzel Dumfries      |     |     |
|                 | 21 | Frenkie de Jong      |     |     |
|                 | 8  | Georginio Wijnaldum  |     |     |
|                 | 15 | Marten de Roon       | 14e | 74e |
|                 | 10 | Memphis Depay        |     | 82e |
|                 | 19 | Wout Weghorst        |     | 64e |
| Remplaçants :   |    |                      |     |     |
|                 | 4  | Nathan Aké           |     | 64e |
|                 | 18 | Donyell Malen        |     | 64e |
|                 | 5  | Owen Wijndal         |     | 64e |
|                 | 16 | Ryan Gravenberch     |     | 74e |
|                 | 9  | Luuk de Jong         |     | 82e |
| Sélectionneur : |    |                      |     |     |
| Frank de Boer   |    |                      |     |     |

| AUTRICHE :      |    |                       |     |     |
|                 |    |                       |     |     |
| Gardien de but  | 13 | Daniel Bachmann       | 67e |     |
|                 | 2  | Andreas Ulmer         |     |     |
|                 | 4  | Martin Hinteregger    |     |     |
|                 | 3  | Aleksandar Dragović   |     | 84e |
|                 | 21 | Stefan Lainer         |     |     |
|                 | 8  | David Alaba           | 10e |     |
|                 | 24 | Konrad Laimer         |     | 61e |
|                 | 23 | Xaver Schlager        |     | 84e |
|                 | 19 | Christoph Baumgartner |     | 70e |
|                 | 9  | Marcel Sabitzer       |     |     |
|                 | 11 | Michael Gregoritsch   |     | 62e |
| Remplaçants :   |    |                       |     |     |
|                 | 10 | Florian Grillitsch    |     | 61e |
|                 | 25 | Saša Kalajdžić        |     | 62e |
|                 | 22 | Valentino Lazaro      |     | 70e |
|                 | 15 | Philipp Lienhart      |     | 84e |
|                 | 20 | Karim Onisiwo         |     | 84e |
| Sélectionneur : |    |                       |     |     |
| Franco Foda     |    |                       |     |     |

| Assistants : Roy Hassan Idan Yarkoni Quatrième arbitre : Davide Massa Homme du match : Denzel Dumfries |

### Macédoine du Nord - Pays-Bas
| Match 27           | Macédoine du Nord | 0 - 3   | Pays-Bas                                                             | Amsterdam ArenA, Amsterdam                                                    |                                                                               |
| 21 juin 2021 18h00 |                   | (0 - 1) | 24e Depay (Malen ) · 50e Wijnaldum (Depay ) · 58e Wijnaldum (Depay ) | Spectateurs : 15 227 Arbitrage : István Kovács Arbitre vidéo : Marco di Bello | Spectateurs : 15 227 Arbitrage : István Kovács Arbitre vidéo : Marco di Bello |
| 21 juin 2021 18h00 | Rapport           |         |                                                                      | Spectateurs : 15 227 Arbitrage : István Kovács Arbitre vidéo : Marco di Bello | Spectateurs : 15 227 Arbitrage : István Kovács Arbitre vidéo : Marco di Bello |

| Macédoine du Nord | Pays-Bas |

| MACÉDOINE DU NORD : |    |                       |     |     |
|                     |    |                       |     |     |
| Gardien de but      | 1  | Stole Dimitrievski    |     |     |
|                     | 8  | Ezgjan Alioski        | 65e |     |
|                     | 6  | Visar Musliu          | 48e |     |
|                     | 14 | Darko Velkovski       |     |     |
|                     | 13 | Stefan Ristovski      | 18e |     |
|                     | 5  | Arijan Ademi          |     | 78e |
|                     | 17 | Enis Bardhi           |     | 78e |
|                     | 9  | Aleksandar Trajkovski |     | 68e |
|                     | 21 | Elif Elmas            |     |     |
|                     | 7  | Ivan Tričkovski       |     | 56e |
|                     | 10 | Goran Pandev          |     | 68e |
| Remplaçants :       |    |                       |     |     |
|                     | 25 | Darko Churlinov       |     | 56e |
|                     | 11 | Ferhan Hasani         |     | 68e |
|                     | 15 | Tihomir Kostadinov    | 84e | 68e |
|                     | 18 | Vlatko Stojanovski    |     | 78e |
|                     | 16 | Boban Nikolov         |     | 78e |
| Sélectionneur :     |    |                       |     |     |
| Igor Angelovski     |    |                       |     |     |

| PAYS-BAS :      |    |                      |     |
|                 |    |                      |     |
| Gardien de but  | 1  | Maarten Stekelenburg |     |
|                 | 12 | Patrick van Aanholt  |     |
|                 | 17 | Daley Blind          |     |
|                 | 3  | Matthijs de Ligt     |     |
|                 | 6  | Stefan de Vrij       | 46e |
|                 | 22 | Denzel Dumfries      | 46e |
|                 | 16 | Ryan Gravenberch     |     |
|                 | 8  | Georginio Wijnaldum  |     |
|                 | 21 | Frenkie de Jong      | 78e |
|                 | 18 | Donyell Malen        | 66e |
|                 | 10 | Memphis Depay        | 66e |
| Remplaçants :   |    |                      |     |
|                 | 7  | Steven Berghuis      | 46e |
|                 | 25 | Jurriën Timber       | 46e |
|                 | 19 | Wout Weghorst        | 66e |
|                 | 11 | Quincy Promes        | 66e |
|                 | 26 | Cody Gakpo           | 78e |
| Sélectionneur : |    |                      |     |
| Frank de Boer   |    |                      |     |

| Assistants : Vasile Marinescu Ovidiu Artene Quatrième arbitre : Georgi Kabakov Homme du match : Georginio Wijnaldum |

### Ukraine - Autriche
| Match 28                   | Ukraine | 0 - 1   | Autriche                 | Arena Națională, Bucarest                                                         |                                                                                   |
| 21 juin 2021 18h00 (19h00) |         | (0 - 1) | 21e Baumgartner (Alaba ) | Spectateurs : 10 472 Arbitrage : Cüneyt Çakır Arbitre vidéo : Massimiliano Irrati | Spectateurs : 10 472 Arbitrage : Cüneyt Çakır Arbitre vidéo : Massimiliano Irrati |
| 21 juin 2021 18h00 (19h00) | Rapport |         |                          | Spectateurs : 10 472 Arbitrage : Cüneyt Çakır Arbitre vidéo : Massimiliano Irrati | Spectateurs : 10 472 Arbitrage : Cüneyt Çakır Arbitre vidéo : Massimiliano Irrati |

| Ukraine | Autriche |

| UKRAINE :         |    |                     |     |
|                   |    |                     |     |
| Gardien de but    | 1  | Heorhi Bouchtchan   |     |
|                   | 16 | Vitali Mykolenko    | 85e |
|                   | 22 | Mykola Matvienko    |     |
|                   | 13 | Illia Zabarny       |     |
|                   | 21 | Olexandr Karavaïev  |     |
|                   | 5  | Serhi Sydortchouk   |     |
|                   | 8  | Rouslan Malinovsky  | 46e |
|                   | 17 | Olexandr Zintchenko |     |
|                   | 10 | Mykola Chaparenko   | 68e |
|                   | 7  | Andri Iarmolenko    |     |
|                   | 9  | Roman Iaremtchouk   |     |
| Remplaçants :     |    |                     |     |
|                   | 15 | Viktor Tsyhankov    | 46e |
|                   | 11 | Marlos              | 68e |
|                   | 19 | Artem Biessiedine   | 85e |
| Sélectionneur :   |    |                     |     |
| Andri Chevtchenko |    |                     |     |

| AUTRICHE :      |    |                       |     |
|                 |    |                       |     |
| Gardien de but  | 23 | Daniel Bachmann       |     |
|                 | 8  | David Alaba           |     |
|                 | 4  | Martin Hinteregger    |     |
|                 | 3  | Aleksandar Dragović   |     |
|                 | 21 | Stefan Lainer         |     |
|                 | 10 | Florian Grillitsch    |     |
|                 | 24 | Konrad Laimer         | 72e |
|                 | 23 | Xaver Schlager        |     |
|                 | 9  | Marcel Sabitzer       |     |
|                 | 19 | Christoph Baumgartner | 32e |
|                 | 7  | Marko Arnautović      | 90e |
| Remplaçants :   |    |                       |     |
|                 | 18 | Alessandro Schöpf     | 32e |
|                 | 6  | Stefan Ilsanker       | 72e |
|                 | 25 | Saša Kalajdžić        | 90e |
| Sélectionneur : |    |                       |     |
| Franco Foda     |    |                       |     |

| Assistants : Bahattin Duran Tarık Ongun Quatrième arbitre : Daniel Siebert Homme du match : Florian Grillitsch |

## Homme du match
| Match | Résultats         | Résultats | Résultats         | Homme du match      |
| ----- | ----------------- | --------- | ----------------- | ------------------- |
| 6     | Autriche          | 3 - 1     | Macédoine du Nord | David Alaba         |
| 7     | Pays-Bas          | 3 - 2     | Ukraine           | Denzel Dumfries     |
| 16    | Ukraine           | 2 - 1     | Macédoine du Nord | Andri Iarmolenko    |
| 18    | Pays-Bas          | 2 - 0     | Autriche          | Denzel Dumfries     |
| 27    | Macédoine du Nord | 0 - 3     | Pays-Bas          | Georginio Wijnaldum |
| 28    | Ukraine           | 0 - 1     | Autriche          | Florian Grillitsch  |

## Statistiques

### Classement des buteurs
3 buts    
- Georginio Wijnaldum

2 buts   
- Memphis Depay
- Denzel Dumfries
- Roman Iaremtchouk
- Andri Iarmolenko

1 but  
- Marko Arnautović
- Christoph Baumgartner
- Michael Gregoritsch
- Stefan Lainer
- Ezgjan Alioski
- Goran Pandev
- Wout Weghorst

### Classement des passeurs
2 passes 
- David Alaba
- Memphis Depay
- Donyell Malen

1 passe 
- Konrad Laimer
- Marcel Sabitzer
- Nathan Aké
- Roman Iaremtchouk
- Andri Iarmolenko
- Olexandr Karavaïev
- Rouslan Malinovsky